# Boston Bar
Boston Bar (Boston Bar First Nation), jedna od bandi Ntlakyapamuk (Ntlakapamux) Indijanaca iz Fraser Canyona u kanadskoj provinciji Britanska Kolumbija. Ime dolazi po gradiću Boston Bar prozvanom po zlatonosnom pijesku i sprudima rijeke Fraser iz kojeg su u vrijeme zlatne groznice vadili zlato mnogi tragači što su brodovima dolazili poglavito iz Bostona. Izvorni indijanski naziv grada bio je Quayome.
Danas žive u sljedećim rezervatima: Austin's Flat 3, Boston Bar 1a, Boston Bar 8, Boston Bar 9, Boston Bar 10, Boston Bar 11, Bucktum 4, Kopchitchin 2, Paul's 6, Scaucy 5, Shrypttahooks 7 i Tuckkwiowhum 1.